# جيمس مونشو
جيمس مونشو (بالإنجليزية: James Mancham)‏ (مواليد 11 أغسطس 1939 - 8 يناير 2017) هو دبلوماسي من سيشل. ولد في فيكتوريا. تولى منصب رئيس سيشل (29 يونيو 1976–5 يونيو 1977) .
| المناصب السياسية | المناصب السياسية      | المناصب السياسية |
| ---------------- | --------------------- | ---------------- |
| سبقه             | رئيس سيشل 1976 - 1977 | تبعه             |

## روابط خارجية
- جيمس مونشو على موقع مونزينجر (الألمانية)